# Apolo Sauróctono
O Apolo Sauróctono é uma estátua representando o deus grego Apolo atribuída ao escultor Praxíteles. Depois da Afrodite de Cnido, é a obra mais bem documentada de Praxíteles na Antiguidade, e por isso sua autoria tem sido considerada muito segura e aceita pela larga maioria dos especialistas, mas não está livre de algum questionamento. O estilo da obra, com corpo de proporções alongadas, musculatura pouco definida, uma postura relaxada e sinuosa, no geral é consistente com o que se conhece de Praxíteles, mas há alguns elementos que parecem ser avançados demais para o classicismo do século IV a.C., e poderiam indicar uma autoria por um mestre helenístico não identificado reinterpretando padrões clássicos, mas também poderiam ser reflexo da mão dos copistas tardios, já que o original não sobreviveu.
Apolo é mostrado nu, ainda jovem, apoiado em um tronco de árvore, onde sobe um lagarto. O apelido Sauróctono, significando "matador do lagarto", foi dado pela primeira vez por Plínio, o Velho e repetido por Marcial, e fixou-se na tradição, descrevendo a atitude do deus como uma preparação para matar o pequeno réptil com uma flecha que trazia na mão direita. Geralmente se pensa que o lagarto é um substituto alegórico da serpente Píton, que o deus matara nas narrativas míticas para vingar a perseguição de sua mãe Leto.
Contudo, essa interpretação tradicional vem sendo questionada pela crítica recente. Não existe nenhum registro conhecido na tradição antiga de Apolo mostrando-o associado diretamente a um lagarto ou matando um, e transformar a monstruosa Píton em um lagarto insignificante poderia ser considerado indecoroso na Grécia Antiga, rebaixando o heroico combate divino à condição de uma brincadeira banal e pueril. Foi argumentado que o lagarto pode ser um símbolo da alma em busca da luz curativa e ressuscitadora de Apolo, e que o apelido mais adequado para a obra seria, então, Apolo Médico. Apolo foi consistentemente associado nas tradições gregas ao dom da cura, e em particular da cura da cegueira e doenças nos olhos. Essa interpretação, segundo seus defensores, é mais consistente com a postura relaxada do deus, e sua face mostra um semblante amistoso e benevolente, e não agressivo. Além disso, amuletos e gemas gravadas da Antiguidade mostram um lagarto como talismã contra males oculares. A mesma postura do deus é encontrada em esculturas votivas dedicadas a Asclépio, filho de Apolo e deus da medicina, e a Higeia, filha de Asclépio e deusa da saúde.

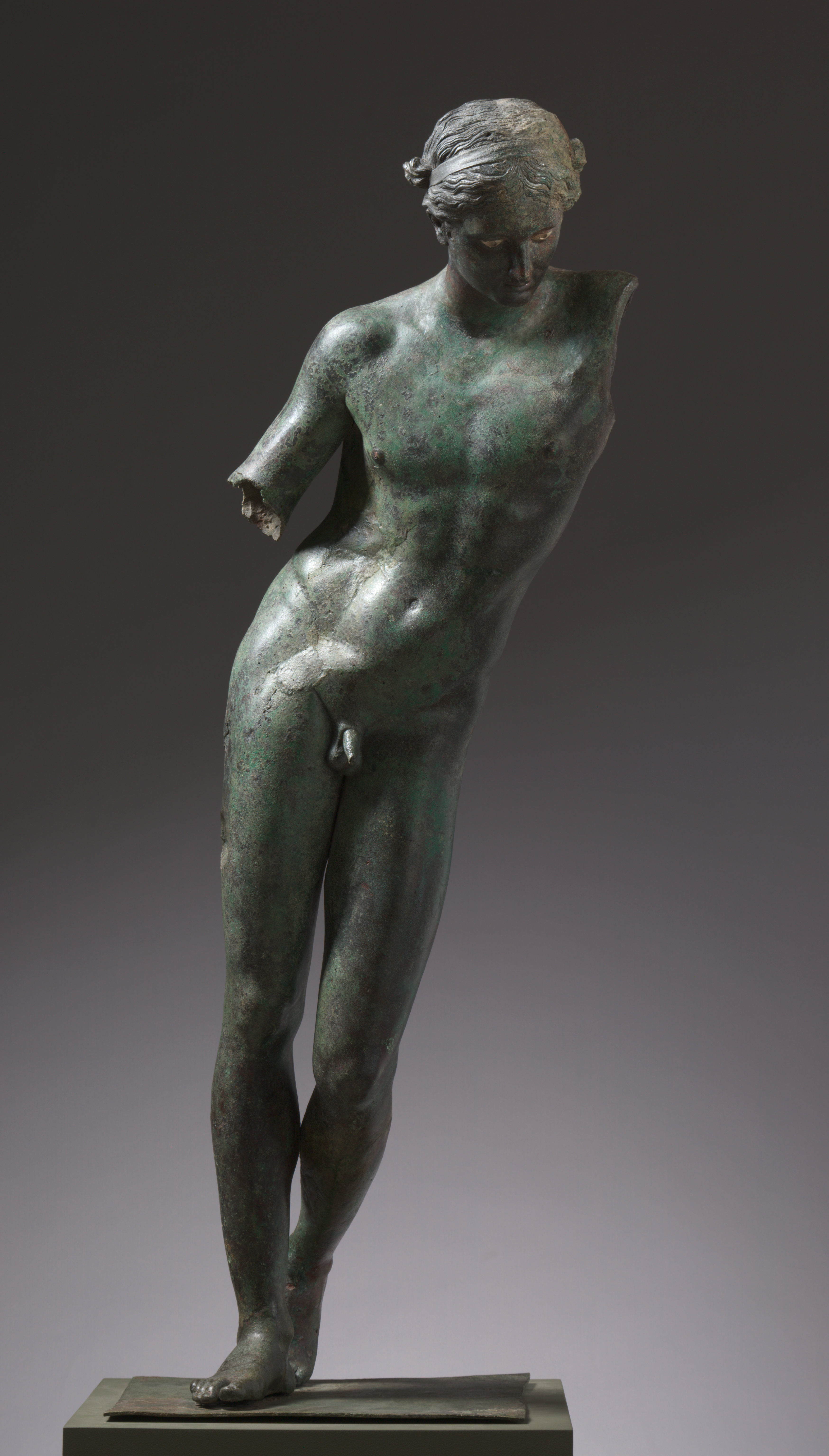
Exemplar em bronze do Museu de Arte de Cleveland.

Também foi observado que a palavra lagarto era uma gíria para designar o pênis. Apolo era tradicionalmente um iniciador de jovens na vida adulta, e na Grécia isso regularmente envolvia um relacionamento erótico entre o iniciador e o iniciado. Como nenhuma das cópias foi encontrada em um templo ou santuário, junto com a pouca idade do Sauróctono, que parece um efebo e não um adulto, a obra pode ter sido concebida como uma alegoria erótica dentro do universo da homossexualidade na Grécia Antiga, e não representar o deus, mas um de seus amantes juvenis mitológicos. As associações eróticas da palavra lagarto também na cultura da Roma Antiga dão uma explicação adicional para a popularidade da composição junto à elite romana.
Por outro lado, outras correntes interpretativas sugerem Eros ou Dionísio como sua identidade. Não era costumeiro representar os deuses maiores do Panteão grego com uma aparência tão jovem como a do Apolo Sauróctono, salvo Eros e Dionísio. O aspecto geral da composição lembra um tipo popular de Eros. Eros também tinha a flecha entre seus atributos, e um Eros de mármore com a postura idêntica ao Sauróctono foi encontrado em Nápoles. Na arte romana há muitas representações de lagartos como animais de estimação de jovens e crianças, e eles também aparecem junto de Erotes adormecidos na arte funerária. Um Dionísio trazendo um lagarto atado por um cordão é documentado em um mosaico do período clássico. De qualquer maneira, o significado original da obra permanece incerto.
Nada se sabe sobre as circunstâncias de sua criação, nem quem o encomendou, nem onde foi instalado. O que é certo é que o Apolo Sauróctono foi muito admirado e copiado numerosas vezes em mármore e bronze, sua imagem foi reproduzida em moedas, vasos, estatuetas, mosaicos, e citado em descrições literárias. O original foi realizado em bronze, mas se perdeu. Nenhuma descrição da obra é muito precisa. As cerca de trinta cópias em tamanho natural e as cerca de dez em tamanho reduzido que sobrevivem se dividem em dois grandes grupos: um, cujo protótipo está nos Museus Vaticanos, mostra o deus bem próximo da árvore, e no outro, cujo protótipo está no Museu do Louvre, a figura está mais distante. Todas as cópias têm detalhes ligeiramente diferentes. Todas as flechas das cópias em escultura foram perdidas, mas o elemento é atestado em gemas gravadas. Um exemplar fragmentário em bronze adquirido recentemente pelo Museu de Arte de Cleveland foi divulgado como sendo o original, mas a declaração não recebeu apoio de muitos especialistas e gerou uma grande controvérsia.
O antiquário barão Philipp von Stosch foi o primeiro a identificar em tempos modernos uma imagem do Sauróctono como sendo a obra citada por Plínio, encontrando-a em uma peça de uma coleção de gemas gravadas, mas ele só publicou suas conclusões em 1774, em seu livro Gemmae antiquae caelatae scalptorum nominibus insignitae, dez anos depois de Winckelmann, que também estudou as mesmas gemas, publicar a sua Geschichte der Kunst des Altertums, onde associou três cópias do Apolo — duas em mármore na Coleção Borghese e um bronze na Coleção Albani — com a imagem na gema descrita por Stosch. A melhor das cópias Borghese foi considerada por Winckelmann como sendo o original perdido, e foi um modelo importante para a definição dos seus conceitos sobre a arte grega.
O Apolo se tornou muito estimado a partir dos estudos de Winckelmann. Foram feitas cópias em bronze e gesso para coleções privadas, museus e academias de arte, serviu de inspiração para outros artistas, sua imagem circulou em fotografias e gravuras, e sua simbologia foi discutida por Nietzsche, considerando-o uma afirmação da musicalidade dionisíaca da vida através de formas apolíneas. Hoje permanece como uma das obras mais icônicas da tradição clássica.